# Aaron Altaras

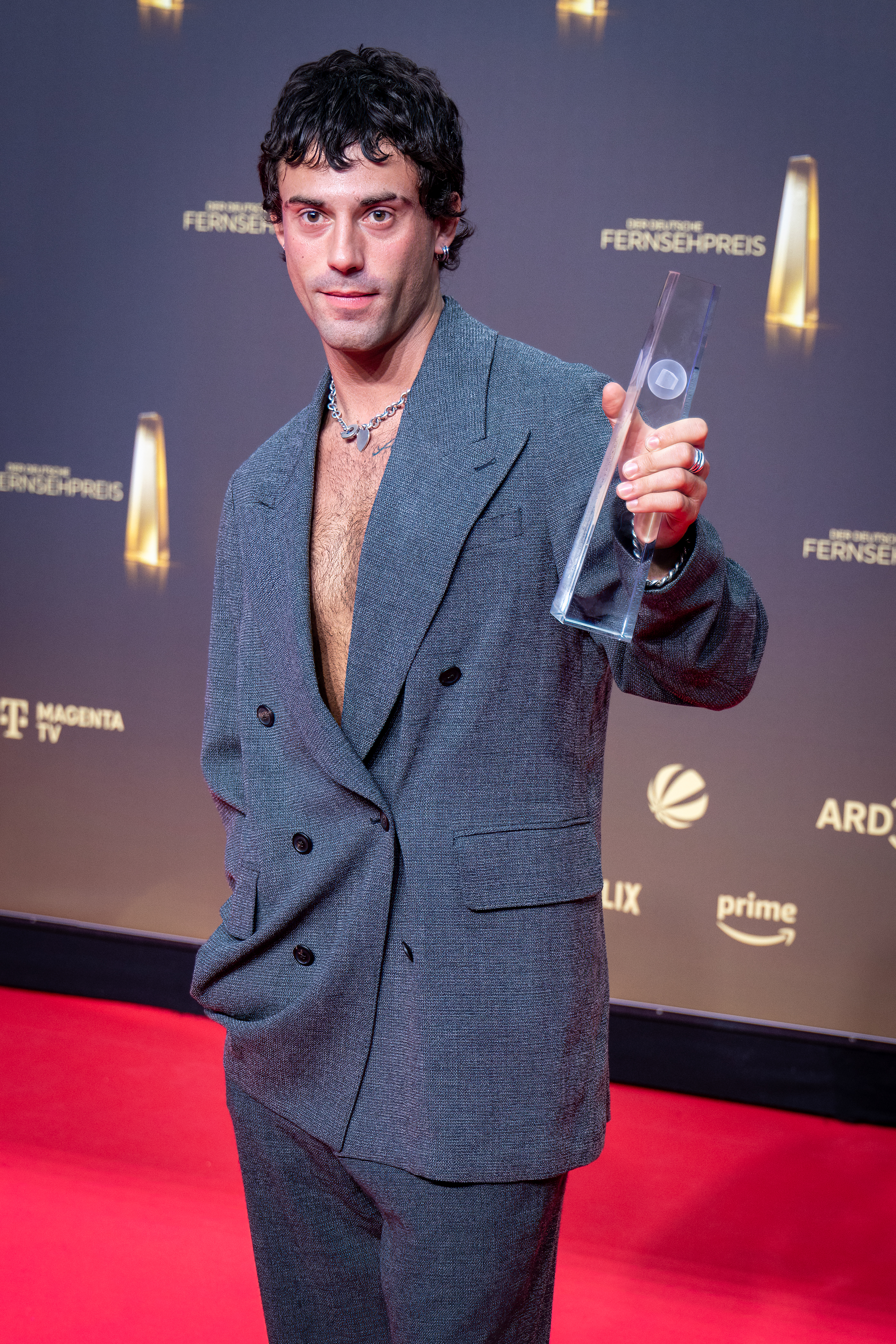
Aaron Altaras (2024)

Aaron Altaras (* 21. November 1995 in Berlin) ist ein deutscher Schauspieler, Sänger und DJ.

## Leben
Aaron Altaras kam als Sohn der Schauspielerin Adriana Altaras und des Komponisten Wolfgang Böhmer in Berlin zur Welt. Dort besuchte er bis zum Sommer 2006 die jüdische Heinz-Galinski-Grundschule, wo ihn ein Castingteam für seine erste Fernsehrolle entdeckte.
Er absolvierte von 2013 bis 2017 seine Schauspielausbildung an der Hochschule Amsterdam Liberal Arts & Sciences.
Seine erste Bühnenrolle übernahm Aaron Altaras 2018 in Sommer in Brandenburg, einer freien Produktion der Gruppe theater.land inszeniert von Boris von Poser.
Bekannt wurde Altaras mit seiner Rolle im ARD-Fernsehfilm Nicht alle waren Mörder, der auf den gleichnamigen Kindheits- und Jugenderinnerungen des Schauspielers Michael Degen beruht. Darin schildert dieser sein Überleben als deutsch-jüdischer Junge inmitten der Nazi-Barbarei. In der Verfilmung verkörperte Aaron Altaras den jungen Michael Degen, Nadja Uhl mimte dessen Mutter.
In der Netflix-Miniserie Unorthodox übernahm Altaras 2020 die Rolle des Robert. Eine Hauptrolle erhielt Altaras auch in dem in der Technoszene spielenden Musikfilm Rave On von Nikias Chryssos und Viktor Jakovleski, der Anfang Juli 2025 beim Filmfest München seine Premiere feierte. 
Aaron bildet gemeinsam mit seinem Bruder Leo Altaras das Musikprojekt Alcatraz. Seit 2021 veröffentlicht das Duo regelmäßig Musik über das Berliner Label Live From Earth.

## Filmografie
- 2004: Mogelpackung Mann
- 2005: Wenn der Vater mit dem Sohne
- 2006: Nicht alle waren Mörder
- 2006: Allein unter Bauern
- 2008: Höllenritt
- 2008: Tatort: Tod einer Heuschrecke
- 2010: Tatort: Hitchcock und Frau Wernicke
- 2010: Die Kinder von Blankenese
- 2014: Der Usedom-Krimi: Mörderhus
- 2014: Titos Brille – die Geschichte meiner strapaziösen Familie
- 2015: Ein starkes Team – Stirb einsam! (Fernsehserie)
- 2015: SOKO Stuttgart – Klug & perfide
- 2017: Die Unsichtbaren – Wir wollen leben
- 2018: Mario
- 2020: 9 Tage wach (Fernsehfilm)
- 2020: Unorthodox (Miniserie)
- 2021: Wild Republic (Fernsehserie, 8 Folgen)
- seit 2021: Legal Affairs (Fernsehserie)
- 2022: Einfach mal was Schönes
- 2023: Asbest
- 2023: Zwischen uns die Nacht
- 2023: Deutsches Haus (Miniserie)
- 2024: Die Zweiflers (Miniserie)
- 2025: Rave On

## Auszeichnungen
- 2007 Kinder-Medien-Preis Der weiße Elefant für seine Darstellung des Schauspielers Michael Degen in Nicht alle waren Mörder
- 2024 Deutscher Fernsehpreis für die männliche Hauptrolle Samuel Zweifler in der TV-Miniserie Die Zweiflers